# Schlesische Piasten

Wappen des Herzogtums Schlesien

Die schlesischen Piasten waren eine von fünf Linien der polnischen Herrscherdynastie der Piasten. Diese hatte sich im 12. und 13. Jahrhundert in eine Vielzahl zeitweilig einander bekriegender Linien aufgespalten. Die seit 1138 im Herzogtum Schlesien regierende Linie zersplitterte sich 1249 in verschiedene Zweige, welche anschließend die meisten der Herzogtümer in Schlesien regierten. Fünf schlesische Piasten wurden polnische Seniorherzöge.
Die schlesischen Piasten lösten sich zwischen 1289 und 1342 nach und nach aus dem Verband der polnischen Herzogtümer und unterstellten sich der Böhmischen Krone. Mit dem Vertrag von Trentschin 1335 verzichtete der polnische König Kasimir der Große aus der Linie der kujawischen Piasten zugunsten Böhmens auf die Lehnshoheit über die schlesischen Herzogtümer. 1348 inkorporierte der römisch-deutsche und böhmische König Karl IV. Schlesien förmlich in die böhmische Krone und damit zugleich in das Heilige Römische Reich. Viele der piastischen Teilherzogtümer fielen im 15. und 16. Jahrhundert als erledigte Lehen an die Krone Böhmens und wurden von dieser teils neu vergeben, da die schlesischen Piastenzweige auf die Bildung einer Lehnsgemeinschaft verzichtet hatten. Der letzte Zweig der Schlesischen Piasten erlosch (als Letzte der fünf Piasten-Linien) im Mannesstamm 1675 mit Herzog Georg Wilhelm von Liegnitz-Brieg-Wohlau.
Die Bezeichnung Piasten (oder polnisch od Piast) wurde allerdings von den Angehörigen dieses Herrschergeschlechts nie selbst geführt, sondern erst von dem polnischen Historiker Adam Naruszewicz (1733–1796) geprägt. Die niederschlesischen Piastenlinien führten den Titel Herzöge von Schlesien (ggf. mit dem Zusatz der Territorienbezeichnung), die oberschlesischen nannten sich Herzöge von Oppeln.

## Geschichte
Um 600 n. Chr. wanderten Westslawen in das Gebiet um Weichsel und Oder ein. Die Sammelbezeichnung Polanen (etwa „Feldbewohner“) wird im Geographus Bavarus (9. Jahrhundert) jedoch noch nicht erwähnt. Die Polanen erscheinen, nachdem die Poljanen zuvor in der Nestorchronik in der Nähe von Kiew erwähnt werden. Legendärer Stammvater der Piasten soll ein Fürst der Polanen namens Piast († um 870) gewesen sein. Der erste historisch greifbare Piastenherrscher war Mieszko I. († 992), der von seiner Machtbasis in Großpolen aus die Nachbargebiete Kleinpolen, Schlesien und Pommern unterwarf und sein Reich, das noch zum Ende des 11. Jahrhunderts „Schinesghe“ benannt ist, im Dagome Iudex formal dem Papst schenkte, um es sich von diesem bestätigen zu lassen. Im Jahre 1000 wurde Polen durch Gründung des Erzbistums Gnesen (samt Bistum Breslau) eine eigene Kirchenprovinz und durch die Krönung Boleslaws I. zum Königreich, jedoch nahmen nicht alle nachfolgenden Herrscher aus dem Piastenhaus den Königstitel an, die meisten blieben Herzöge in ihren Teilterritorien und wurden für Polen als Seniorherzöge bezeichnet.
In der vergeblichen Hoffnung, damit Erbstreitigkeiten zu vermindern, teilte Bolesław III. Schiefmund (1102–1138) zusammen mit der Einführung der Senioratsverfassung Polen unter seinen vier Söhnen auf:
- Masowische Linie (erloschen 1526 mit Herzog Janusz III.)
- Kujawische Linie (erloschen 1388 mit Herzog Władysław)
- Kleinpolnische Linie (erloschen 1279 mit Herzog Bolesław V.)
- Großpolnische Linie (erloschen 1296 mit König Przemysław II.)
- Schlesische Linie (erloschen 1675 mit Herzog Georg Wilhelm I.)

Stammeltern der schlesischen Piasten waren Herzog Władysław II. „der Vertriebene“ und Agnes, Tochter des österreichischen Markgrafen Leopold III. Sie wurden 1146 zusammen mit ihren Söhnen von Władysławs Stiefbrüdern vertrieben und fanden Aufnahme am Hof des römisch-deutschen Königs Konrad III.
Erst vier Jahre nach dem Tode Władysławs durften seine Söhne Boleslaw I. und Mieszko I. 1163 mit Hilfe Kaiser Friedrichs I. nach Schlesien zurückkehren, welches ihnen ihr Onkel Herzog Bolesław Kraushaar übertragen musste. Nachdem die Brüder zunächst gemeinsam regiert hatten, kam es im Zuge von Streitigkeiten zur Teilung des Landes. Der ältere Boleslaw erhielt Mittel- und Niederschlesien mit dem Zentrum Breslau, Mieszko erhielt das kleinere oberschlesische Gebiet Ratibor-Teschen, das 1177 um die Kastellaneien Beuthen und Auschwitz vergrößert wurde. Während seiner Regierungszeit setzte sich Boleslaw für den Landesausbau ein und förderte die Kolonisation des Landes mit deutschen Siedlern (Deutsche Ostsiedlung); deutsche Ritter übernahmen die Rolle von Lokatoren, errichteten zahlreiche Burgen und wurden schlesische Vasallen. In den nachfolgenden zweihundert Jahren gründeten die Einwanderer rund 1200 Dörfer und 120 Städte nach deutschem Stadtrecht.
Boleslaws I. Sohn Heinrich I. vermählte sich 1186 mit Hedwig von Andechs, die 1267 heiliggesprochen wurde. Er musste 1202 seinem Onkel Mieszko das Gebiet von Oppeln überlassen, der 1210 als Mieszko IV. für ein Jahr Seniorherzog von Polen wurde. Gleichzeitig wurde das gegenseitige Erbrecht zwischen den schlesischen Piastenzweigen aufgehoben. Damit spaltete sich die Linie der Herzöge von Oppeln ab. Immerhin wurde 1232 auch Heinrich Seniorherzog von Polen. Sein Sohn Heinrich II., musste schwer um die Position des Seniorherzogs kämpfen. Der letzte Schlesier in dieser Position war Heinrich IV. Probus, als Seniorherzog Heinrich III., er starb 1290.

Herzogtümer Schlesien als ein Teil der Böhmischen Krone innerhalb des Heiligen Römischen Reichs (1618)

Bereits 1289 unterwarf sich Herzog Kasimir II. von Cosel-Beuthen als erster schlesischer Teilherrscher der böhmischen Lehenshoheit. Bis 1342 nahmen, bis auf Schweidnitz, alle schlesischen Piastenfürsten ihre Fürstentümer vom König von Böhmen zu Lehen. Nachdem der polnische König Kasimir III. der Große bereits 1335 im Vertrag von Trentschin auf jegliche Ansprüche auf Schlesien verzichtet hatte, war die Inkorporation Schlesiens in die Krone Böhmen problemlos möglich geworden. Im selben Jahr fiel das wichtige Herzogtum Breslau an den böhmischen König, der dort fortan den Ältesten des Stadtrats als Landeshauptmann einsetzte. Als letztes schlesisches Herzogtum gelangte nach dem Tod des kinderlosen Herzogs Bolko II. 1368 das Herzogtum Schweidnitz als ein Erbfürstentum an Böhmen. Der polnische Chronist Janko von Czarnków berichtete um 1370, dass die schlesischen Piasten von da an nicht mehr als Glieder der Erbfolge für den polnischen Thron in Betracht gezogen wurden. Der testamentarische Übergang dieses Herzogtums an Böhmen wurde anlässlich der Heirat von Bolkos Nichte und Erbin Anna von Schweidnitz mit dem böhmischen König und römisch-deutschen Kaiser Karl IV. vereinbart. Die böhmischen Könige vergaben das Lehen nicht neu, sondern setzten im Herzogtum Schweidnitz-Jauer fortan Landeshauptleute ein.
Die schlesischen Herzöge verfügten zwar über eigene Herrschaftsrechte, als böhmische Vasallen unterstanden sie jedoch einem deutschen Kurfürsten und waren somit nur landesunmittelbare (bzw. reichsmittelbare) und nicht reichsunmittelbare Fürsten. Sie gehörten damit nicht zu den Reichsständen und erhielten auch nicht Sitz und Stimme auf den Reichstagen. Seit dem 15. Jahrhundert traten sie regelmäßig auf den Schlesischen Fürstentagen zusammen. Die Nachfahren der polnischen Königsdynastie hatten sich mittlerweile ihren ins Land gerufenen Untertanen angepasst und waren allmählich selbst deutsch geworden; die meisten von ihnen konvertierten nach der Reformation zum Protestantismus.
Die Herrschaftsverhältnisse änderten sich mit Erbgängen oft in jeder Generation, Territorien wurden häufig vereinigt und wieder getrennt. Erlosch ein Haus, so fiel sein Territorium als Erbfürstentum an den böhmischen Landesherrn heim, den zunächst das Haus Luxemburg stellte, ab 1437 der albertinische Zweig der Habsburger, nach den Zwischenspielen Georg von Podiebrad und Matthias Corvinus dann ab 1490 die Jagiellonen und ab 1526 bis zum Ende der böhmischen Lehnshoheit durch den Frieden von Berlin (1742) die Habsburger. Die meisten, aber nicht alle Herzogtümer in Schlesien wurden von Piastenherzögen regiert, einige gehörten historisch zu Mähren (wie das Herzogtum Troppau) und unterstanden den Přemysliden, andere wurden nach dem Aussterben der dortigen Piastenlinien von den böhmischen Lehnsherren an andere Familien vergeben.
In männlicher Linie erlosch die Dynastie der schlesischen Piasten 1675 mit Georg Wilhelm von Liegnitz-Brieg-Wohlau, in weiblicher 1707 mit dessen Schwester Charlotte von Holstein-Sonderburg-Wiesenburg.

## Piastische Herzogtümer in Schlesien
| - Herzogtum Auschwitz - Herzogtum Beuthen - Herzogtum Bernstadt - Herzogtum Bielitz - Herzogtum Breslau - Herzogtum Brieg - Herzogtum Cosel - Herzogtum Crossen - Herzogtum Falkenberg - Herzogtum Freystadt | - Herzogtum Gleiwitz - Herzogtum Glogau - Herzogtum Haynau - Herzogtum Jauer - Herzogtum Liegnitz - Herzogtum Löwenberg - Herzogtum Lüben - Herzogtum Klein Glogau - Herzogtum Loslau - Herzogtum Münsterberg | - Herzogtum Namslau - Herzogtum Oels - Herzogtum Ohlau - Herzogtum Oppeln - Herzogtum Pleß - Herzogtum Prudnik - Herzogtum Ratibor - Herzogtum Rybnik - Herzogtum Sagan - Herzogtum Schweidnitz | - Herzogtum Schweidnitz-Jauer - Herzogtum Siewierz - Herzogtum Sprottau - Herzogtum Steinau - Herzogtum Strehlitz - Herzogtum Teschen - Herzogtum Tost - Herzogtum Wohlau - Herzogtum Zator |

## Bedeutende Residenzen der Schlesischen Piasten

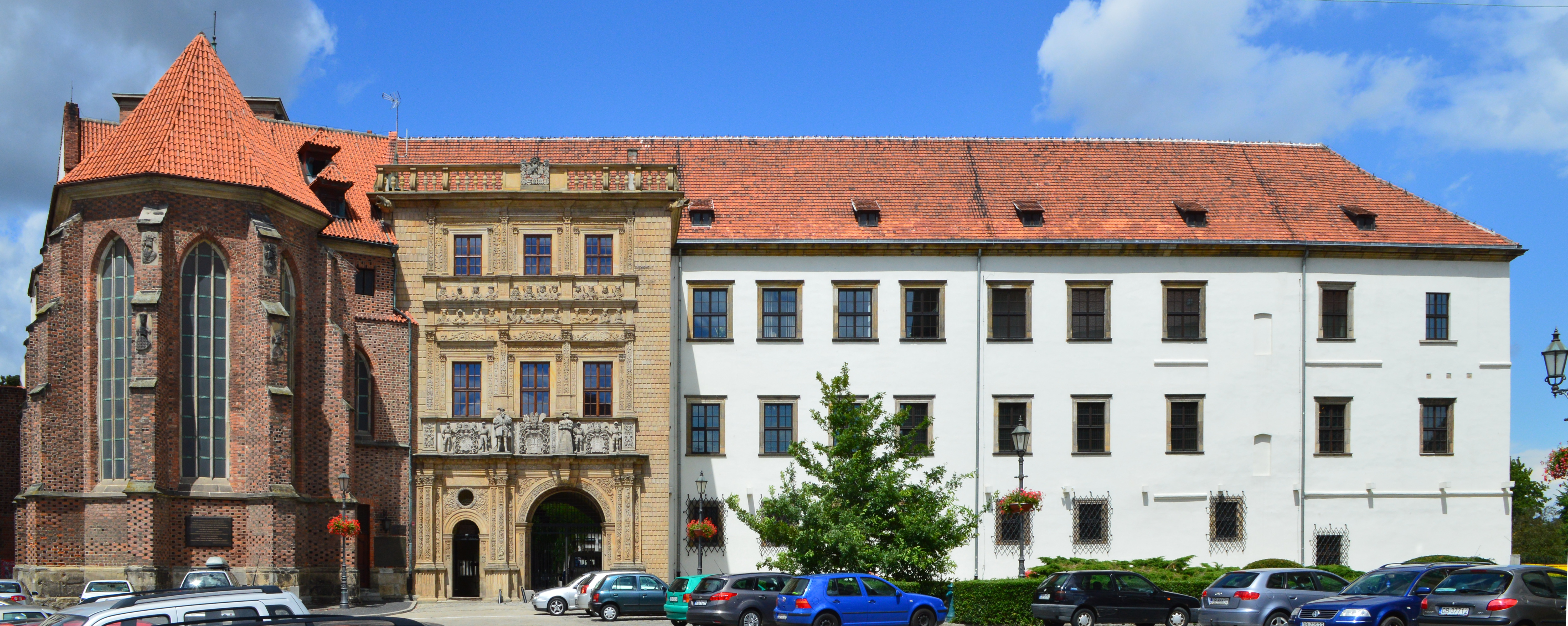
Piastenschloss in Brieg
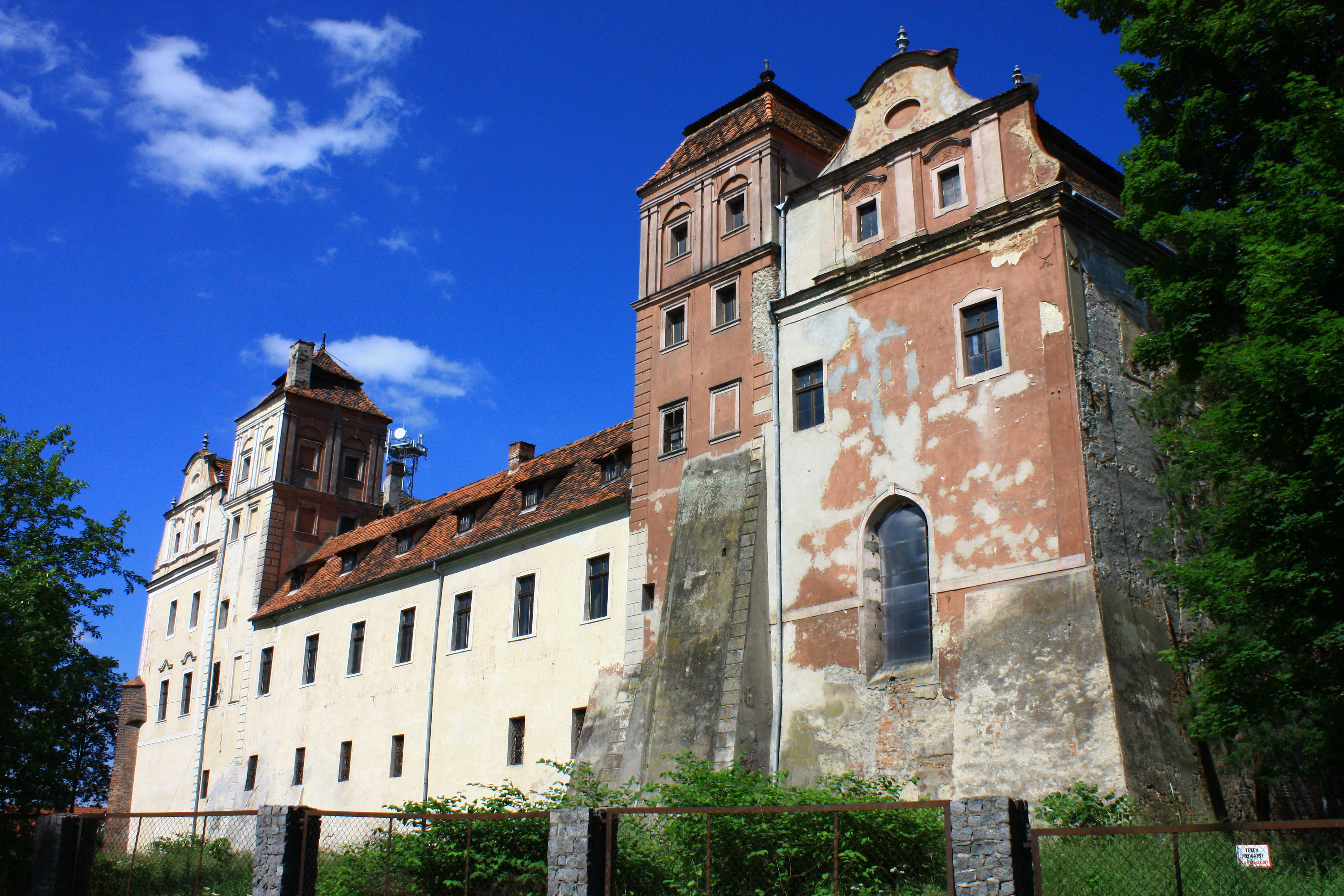
Schloss Falkenberg
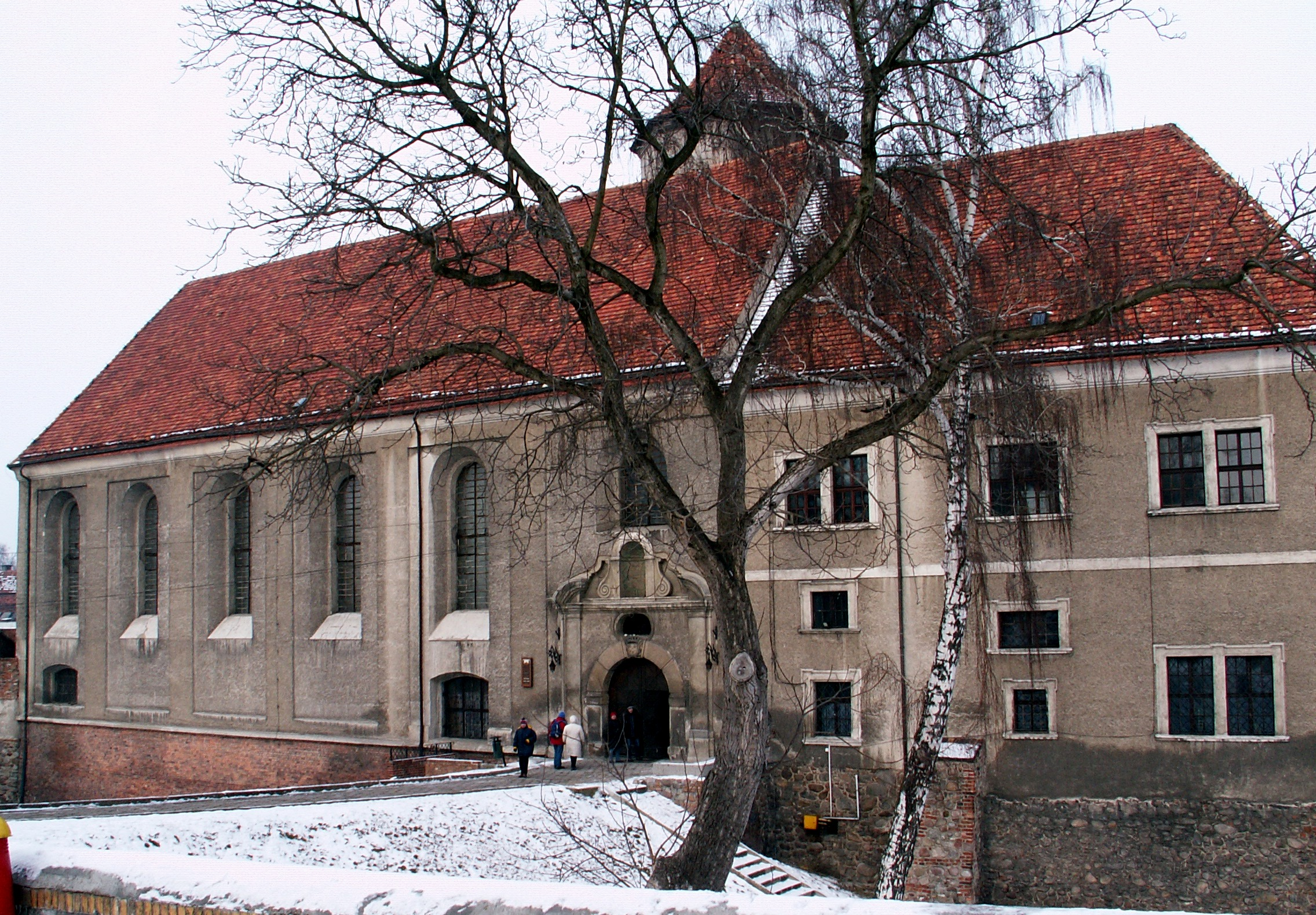
Schloss Freystadt
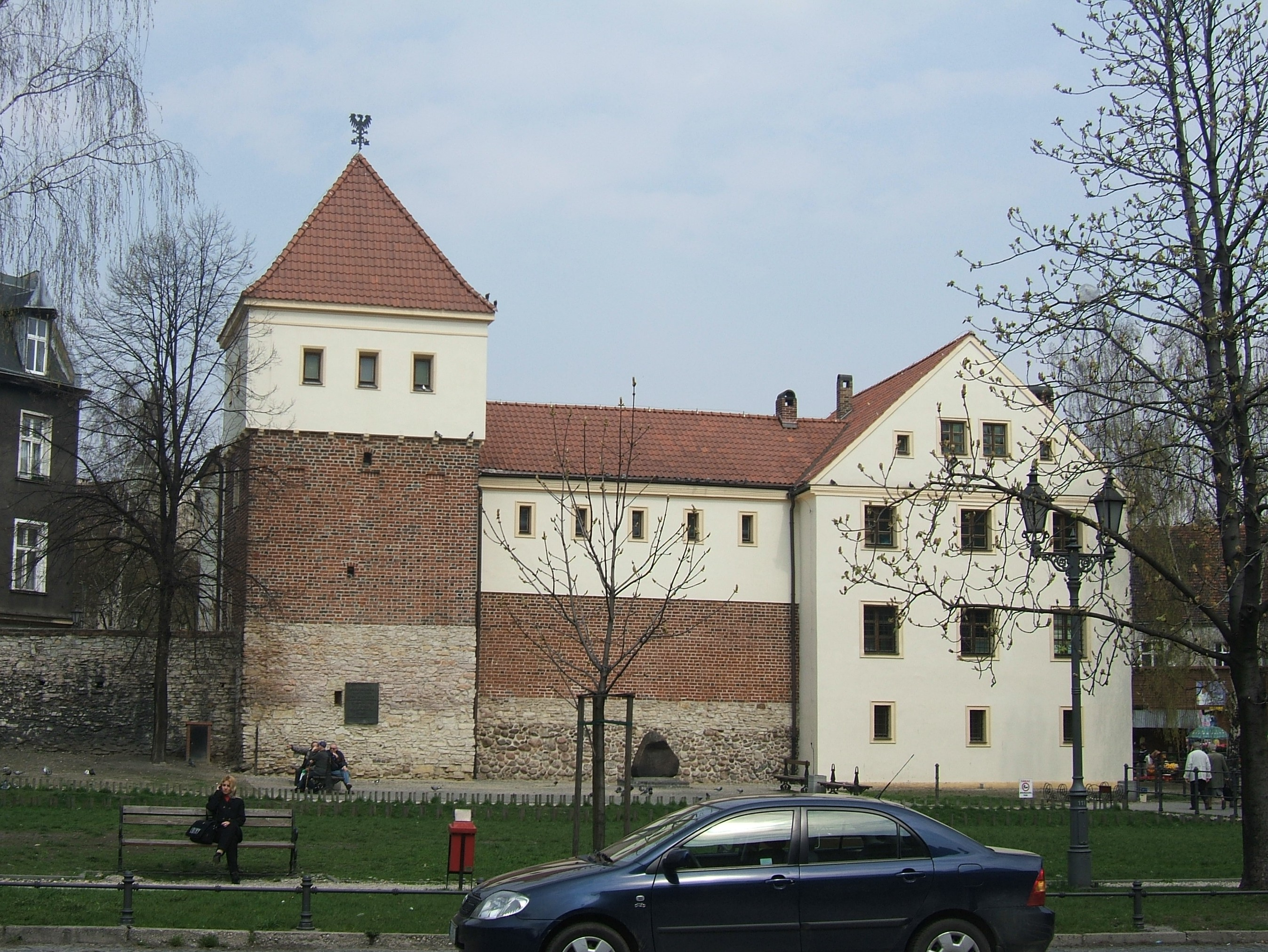
Schloss Gleiwitz
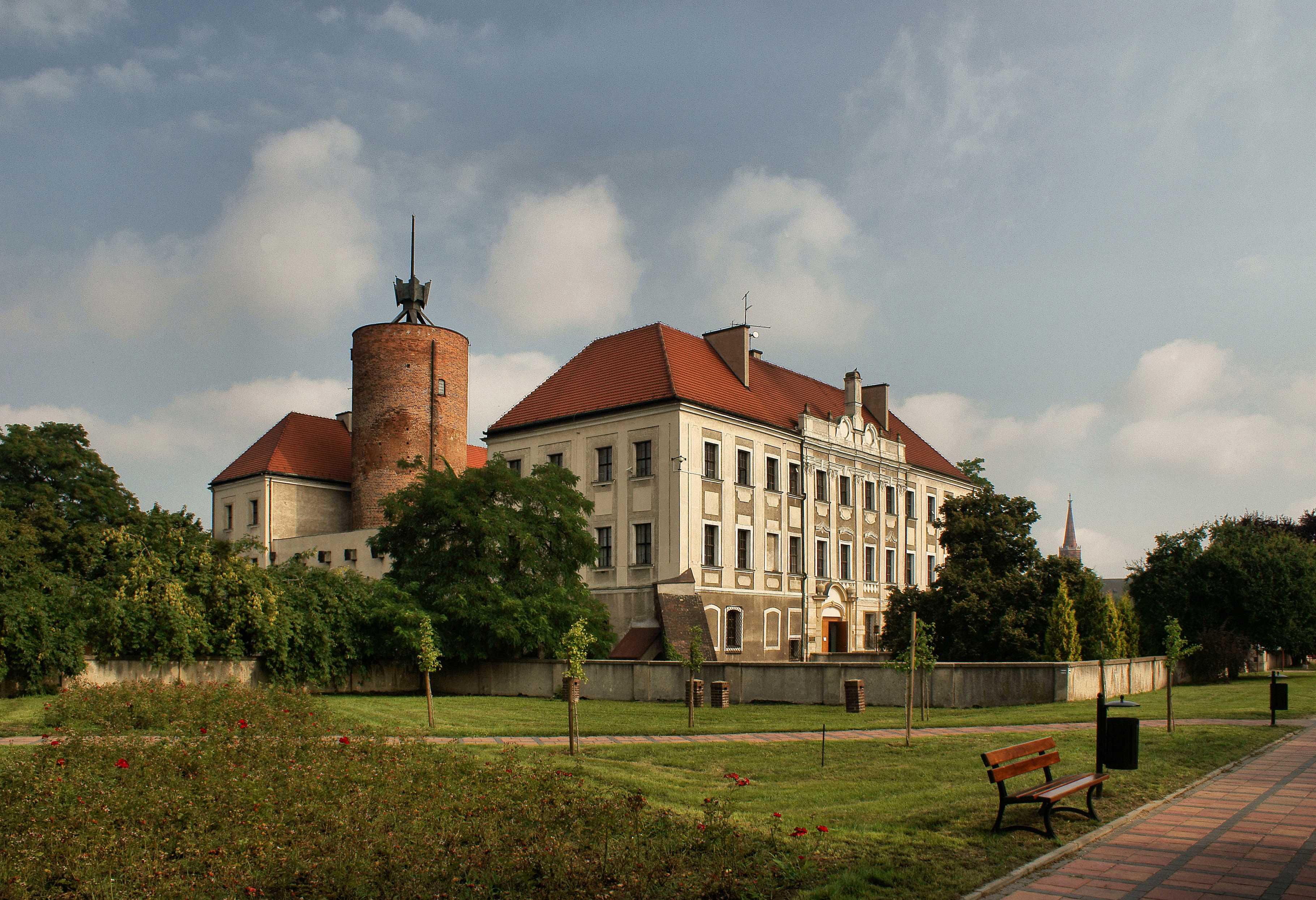
Schloss Glogau
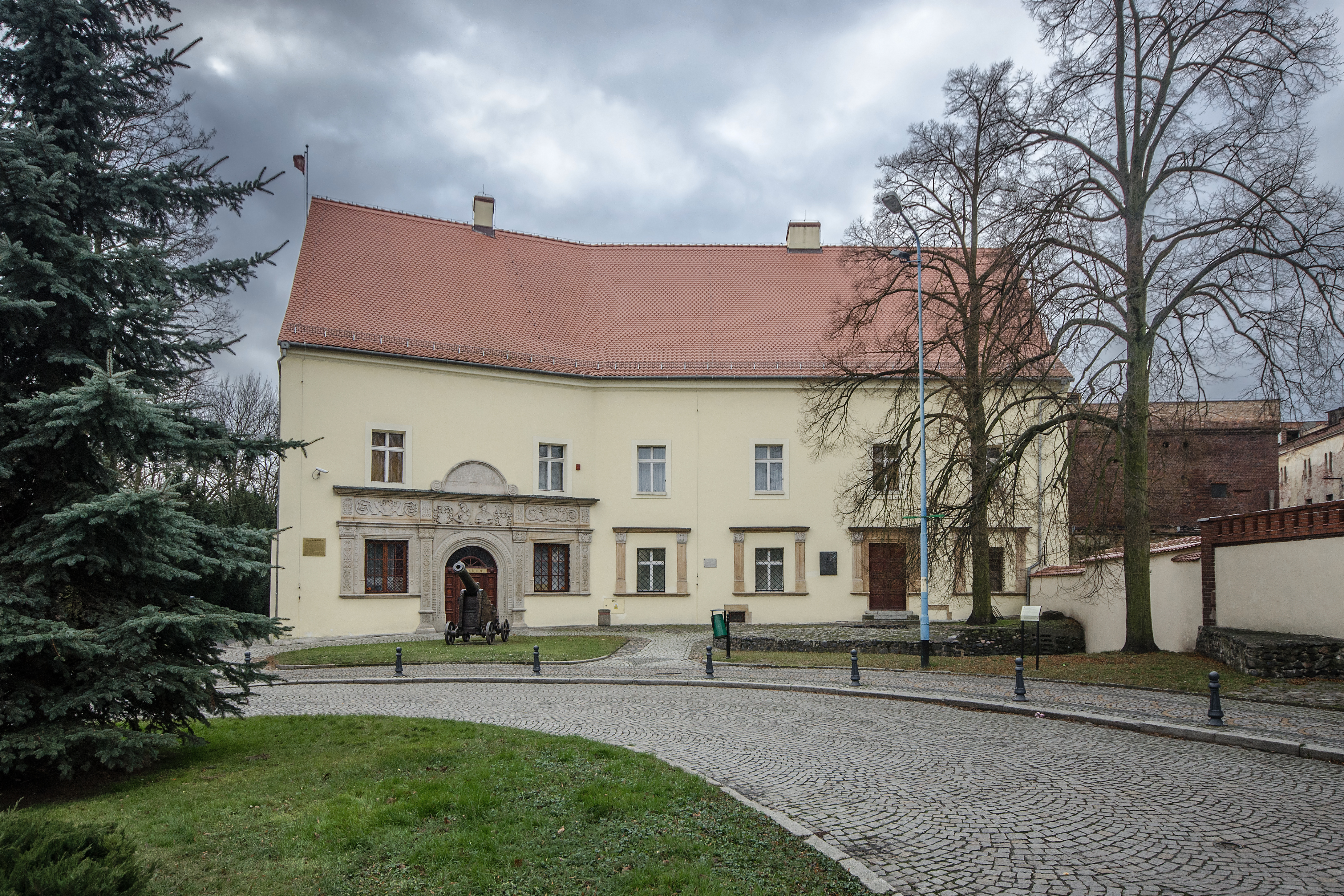
Schloss Haynau
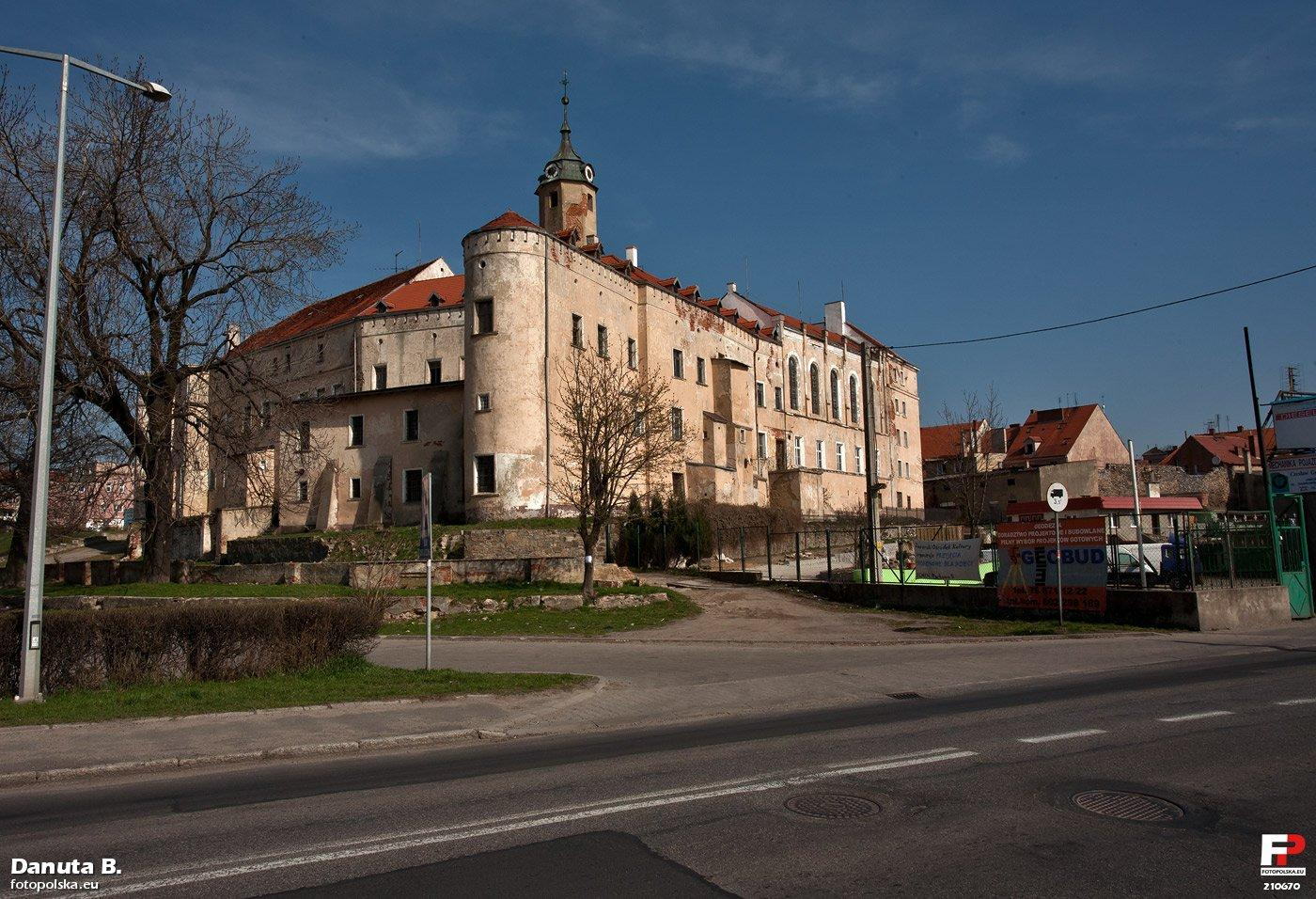
Schloss Jauer
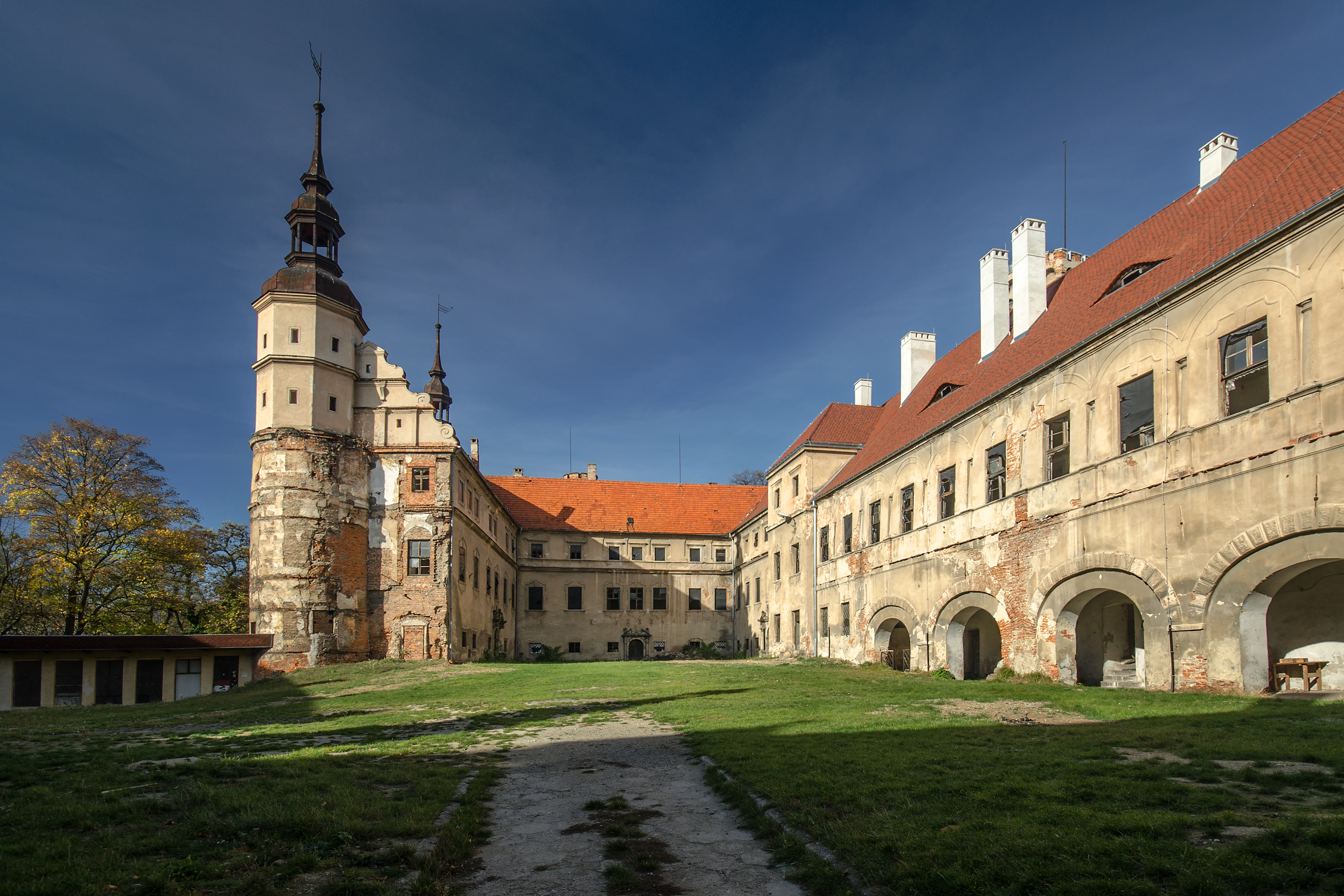
Schloss Klein Glogau
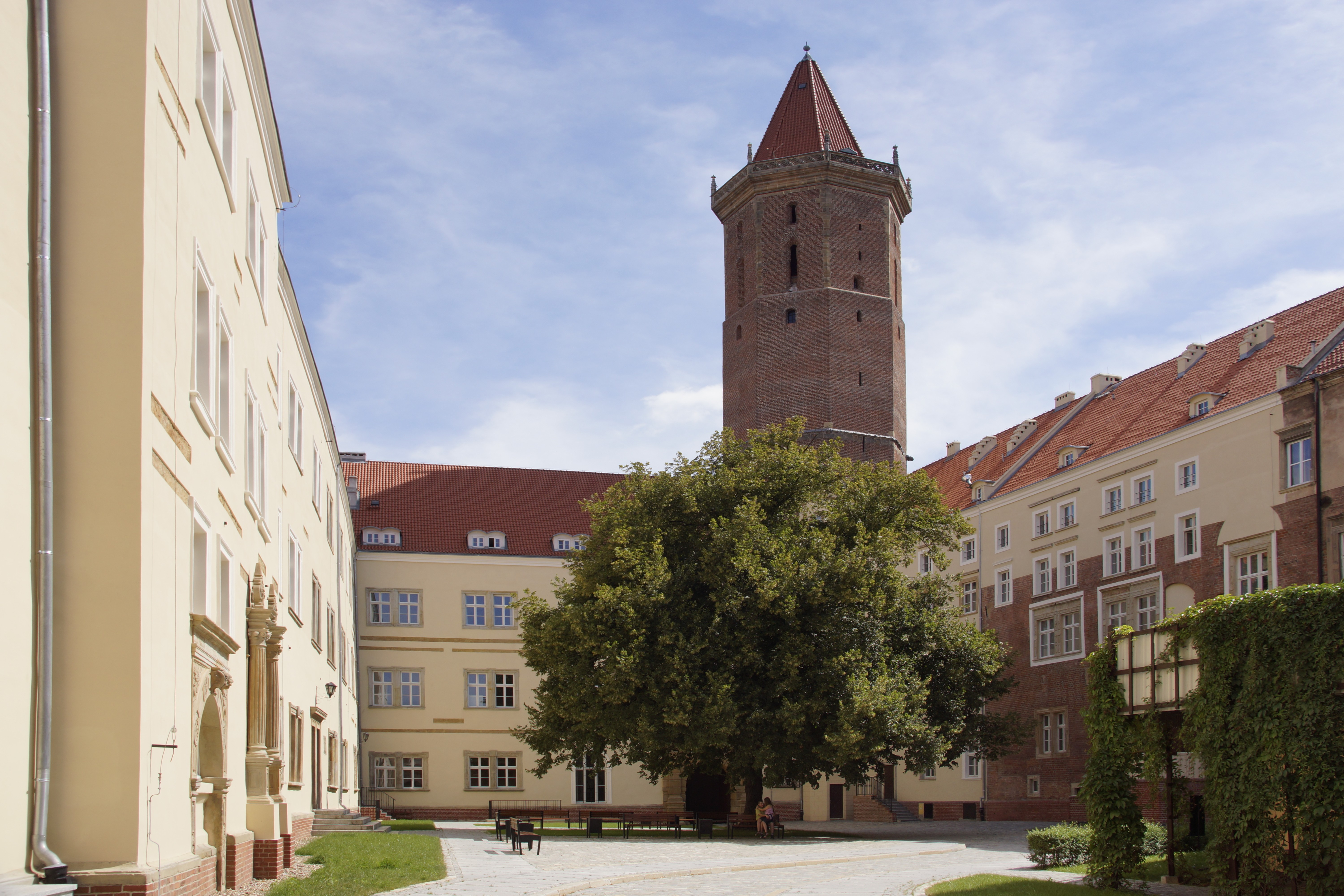
Schloss Liegnitz
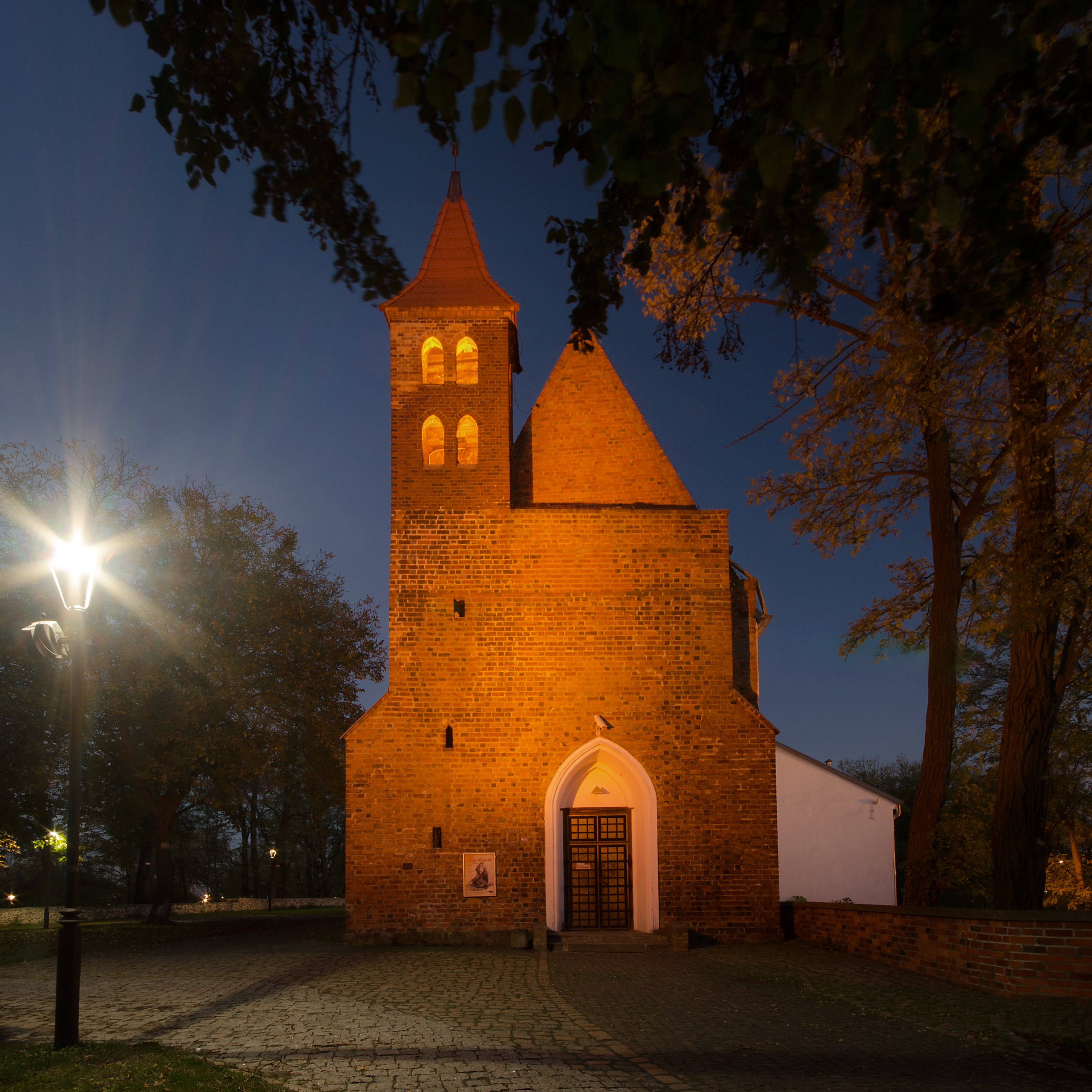
Schlosskapelle in Lüben
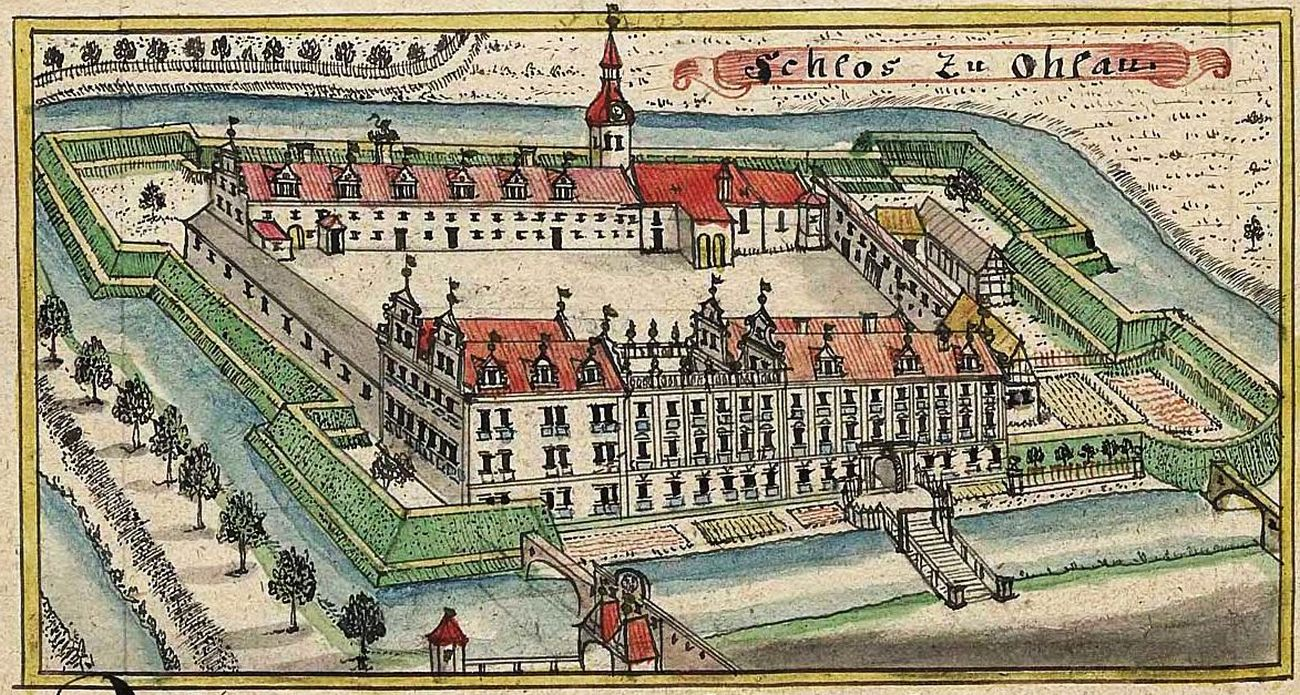
Schloss Ohlau
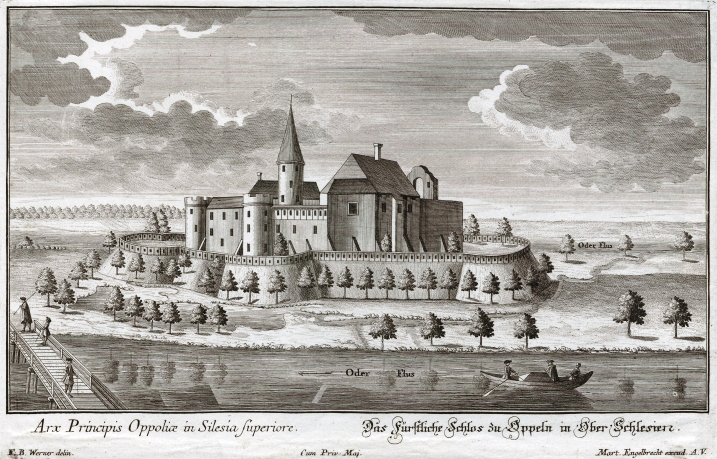
Piastenschloss in Oppeln
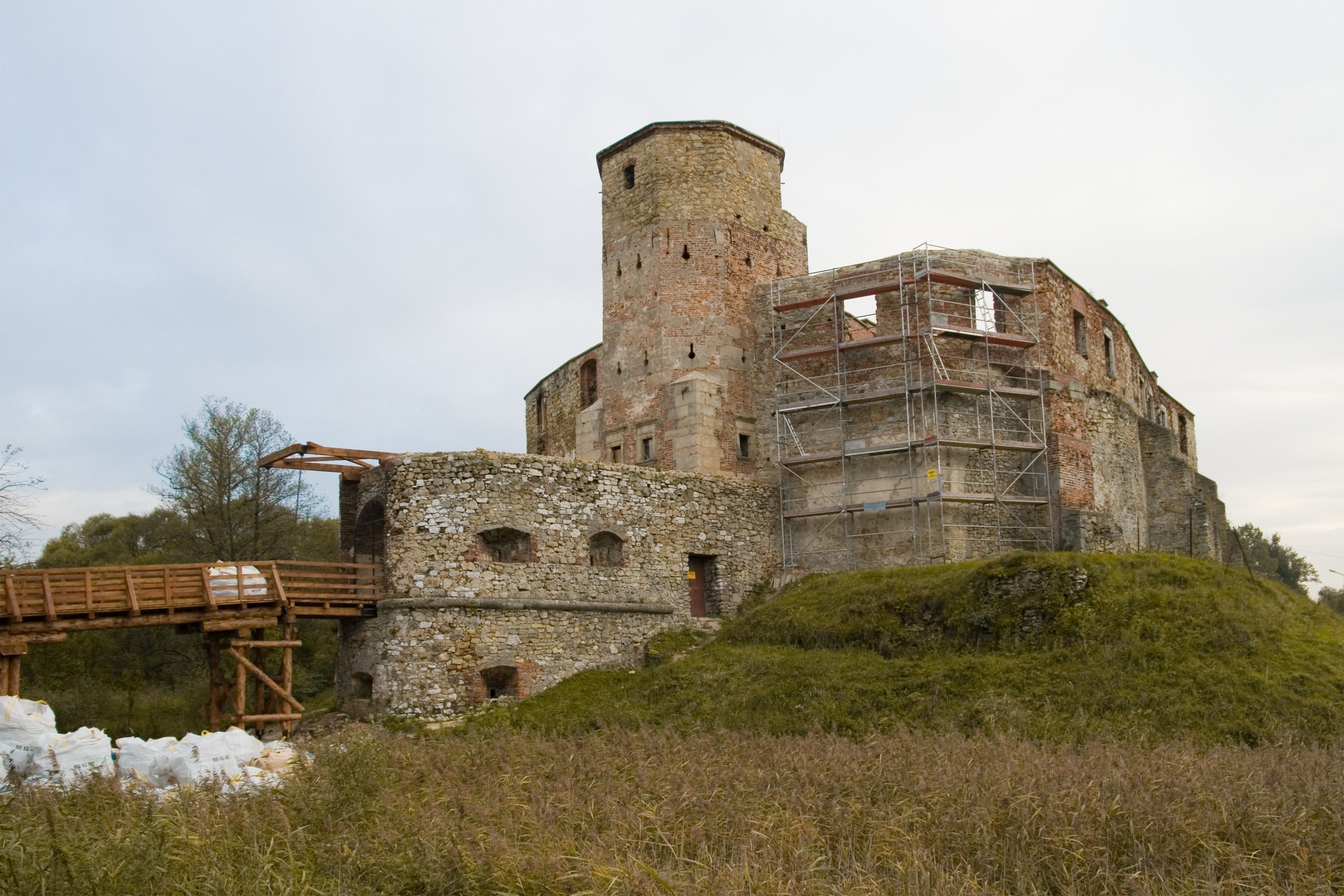
Burg Siewierz
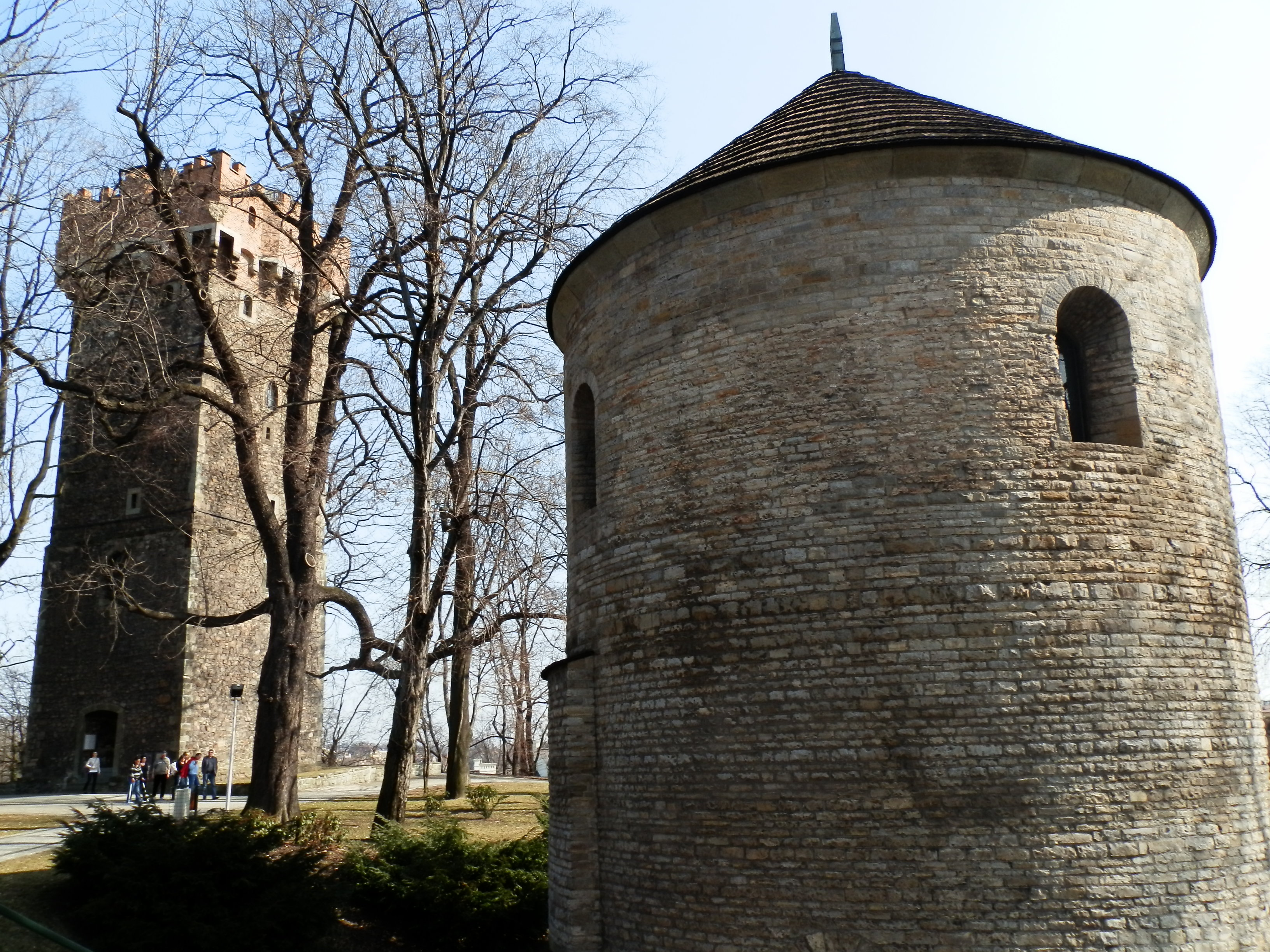
Burg Teschen
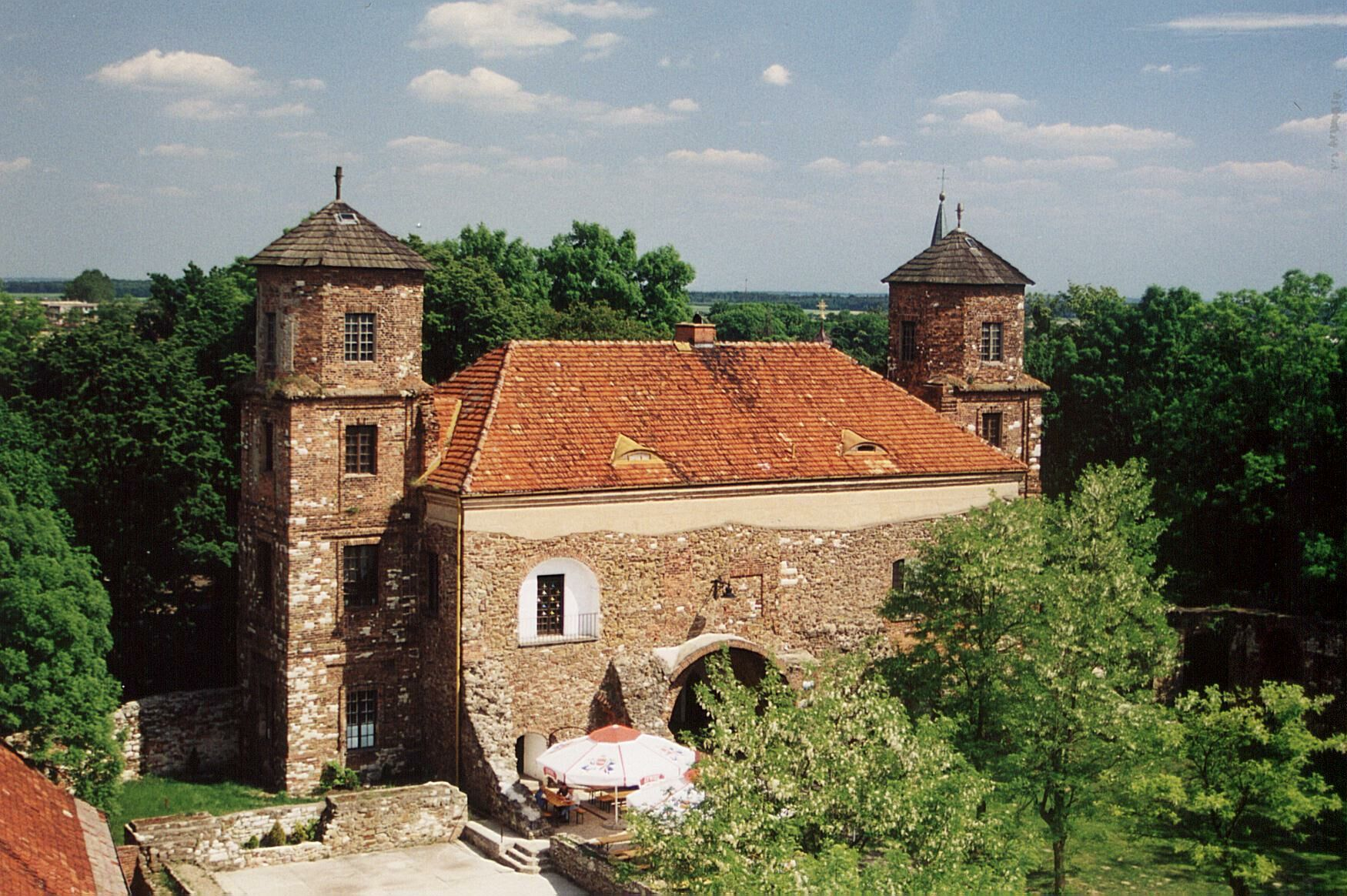
Burg Tost
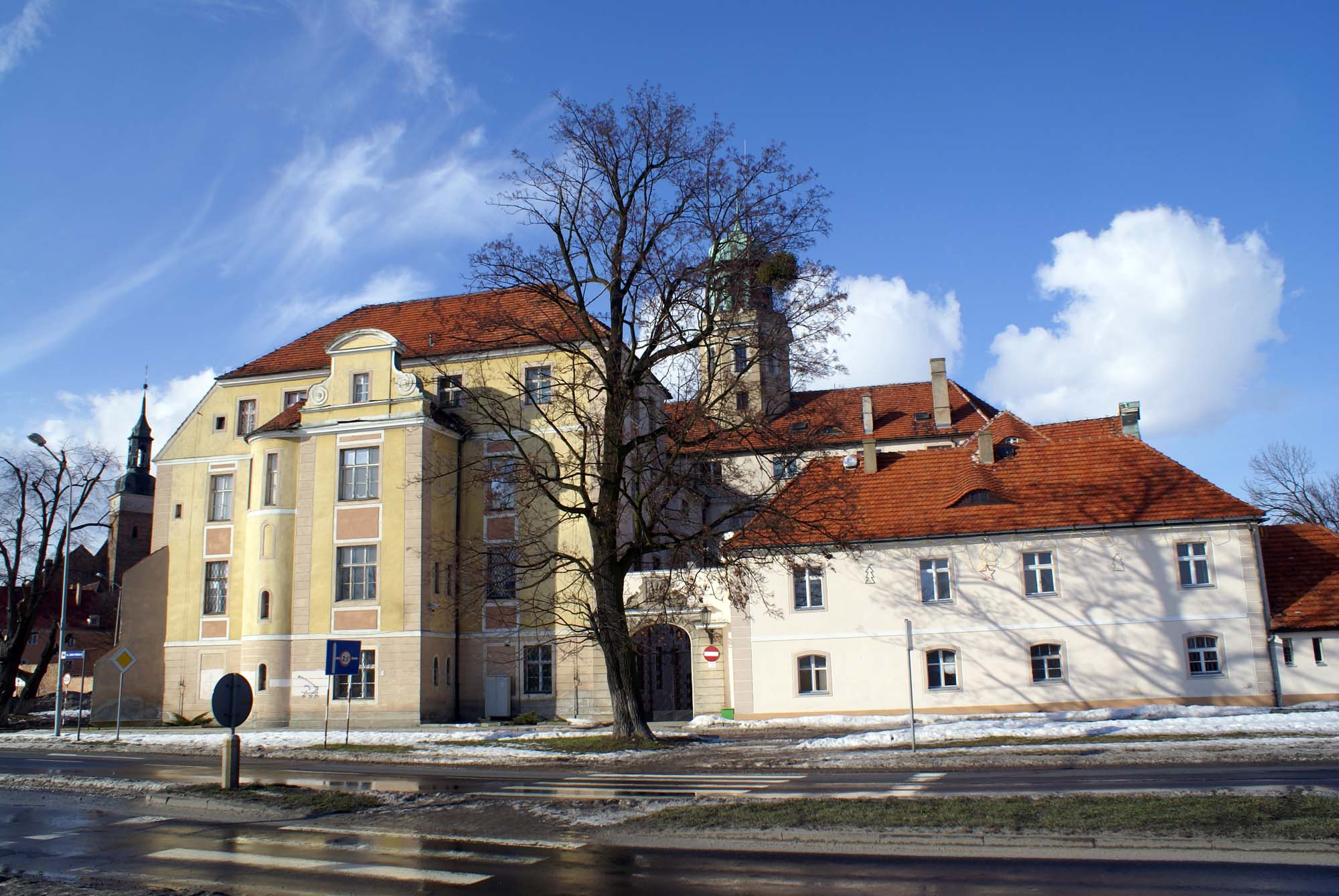
Schloss Wohlau